# Arkadi Klimentjewitsch Timirjasew

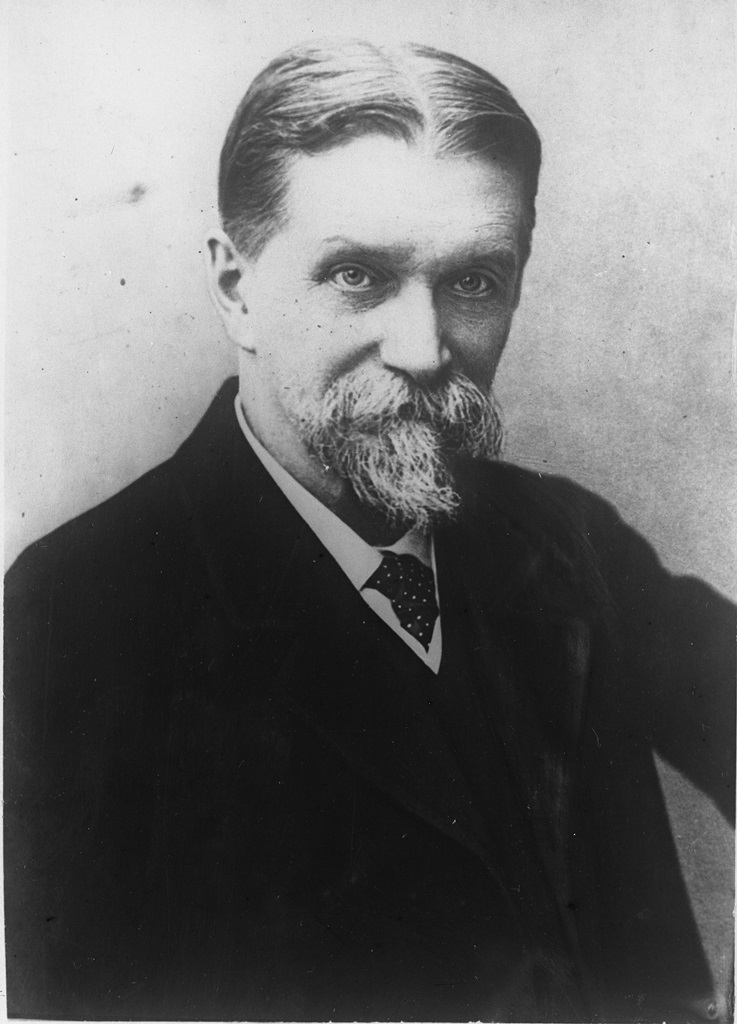
Arkadi Klimentjewitsch Timirjasew (ca. 1930)

Arkadi Klimentjewitsch Timirjasew (russisch Аркадий Климентьевич Тимирязев; * 19. Oktober 1880 in Moskau; † 15. November 1955 ebenda) war ein sowjetischer Physiker und Philosoph.
Timirjasew, ein Sohn des berühmten Pflanzenphysiologen Kliment Arkadjewitsch Timirjasew, war Absolvent der Moskauer Universität und nach der Revolution 1917 dort und an der Kommunistischen Akademie Professor für Physik. In den 1920er Jahren gehörte er zu den Wortführern der Mechanizisten und ab 1931 zur Redaktion der Zeitschrift „Unter dem Banner des Marxismus“. Nach dem Zweiten Weltkrieg widmete er sich der Untersuchung des Lebenswerks der Klassiker der russischen Physik: Lomonossow, Stoletow und Lebedew.
Er war ein Gegner der Relativitätstheorie von Albert Einstein, den er hasste. Als Physiker war er unbedeutend. Timirsajew schreckte nicht vor der Denunziation bedeutender Wissenschaftler (wie Abram Fjodorowitsch Joffe) im Namen der bolschewistischen Ideologie zurück.
Timirjasew stand Maxim Gorki nahe und er stand in der Gunst von Stalin, da er sich bemühte in dessen Werken Verbindungen zur Physik aufzuzeigen.